# Кръстю Димитров
Кръстю Димитров е български шахматист.
Участник в 14 шампионата на страната и шампион на България по шахмат през 1949 г. Участва на Балканиадата по шахмат през 1946 г. Дългогодишен национален състезател.
По професия е печатар.